# Ванви
Ванви (кор. 왕위) — один из основных корейских титулов го, существовавший с 1966 по 2007 годы. В переводе с корейского языка Ванви обозначает трон го. Турнир проводился Корейской ассоциацией падук и спонсировался изданием Chung-ang Il-po (Central Daily News). Призовой фонд турнира составлял 32 000 000 вон (около 27 000 долларов).
Контроль времени в финальных партиях составлял по 5 часов каждому игроку (4 часа в плей-офф и  отборочном этапе). Коми составляет 6,5 очков. Победителем в розыгрыше первого титула Ванви стал Ким Ин; последним обладателем титула стал Ли Чхан Хо.

## Обладатели титула
| Год       | Обладатель |
| --------- | ---------- |
| 1966—1972 | Ким Ин     |
| 1973      | Ха Чхансок |
| 1974      | Ким Ин     |
| 1975      | Со Бонсу   |
| 1976—1979 | Чо Хунхён  |
| 1980      | Со Бонсу   |
| 1981—1989 | Чо Хунхён  |
| 1990      | Ли Чхан Хо |
| 1991—1994 | Ю Чханхёк  |
| 1995—2007 | Ли Чхан Хо |